# Elasmus philippinensis
Elasmus philippinensis är en stekelart som beskrevs av William Harris Ashmead 1904. Elasmus philippinensis ingår i släktet Elasmus och familjen finglanssteklar.
Artens utbredningsområde är:
- Guam.
- Filippinerna.
- Taiwan.

Inga underarter finns listade i Catalogue of Life.